# Staurastrum comptum
Staurastrum comptum là một loài Song tinh tảo trong họ Desmidiaceae, thuộc chi Staurastrum.